# Činěves

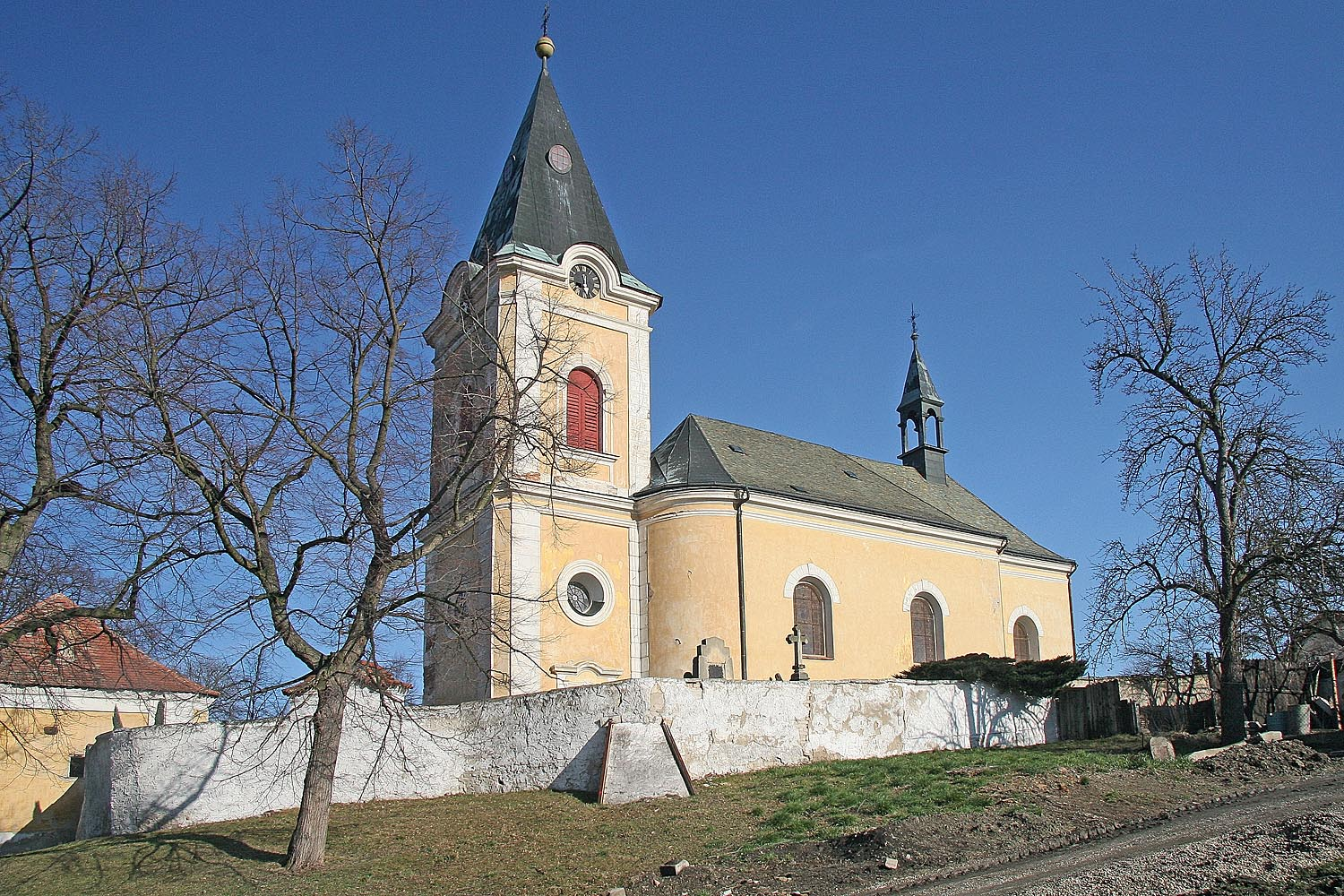
Kirche St. Wenzel

Činěves (deutsch Czinowes, auch Cziniowes, Tschinowes) ist eine Gemeinde in Tschechien. Sie liegt zwölf Kilometer nordöstlich von Poděbrady und gehört zum Okres Nymburk.

## Geographie

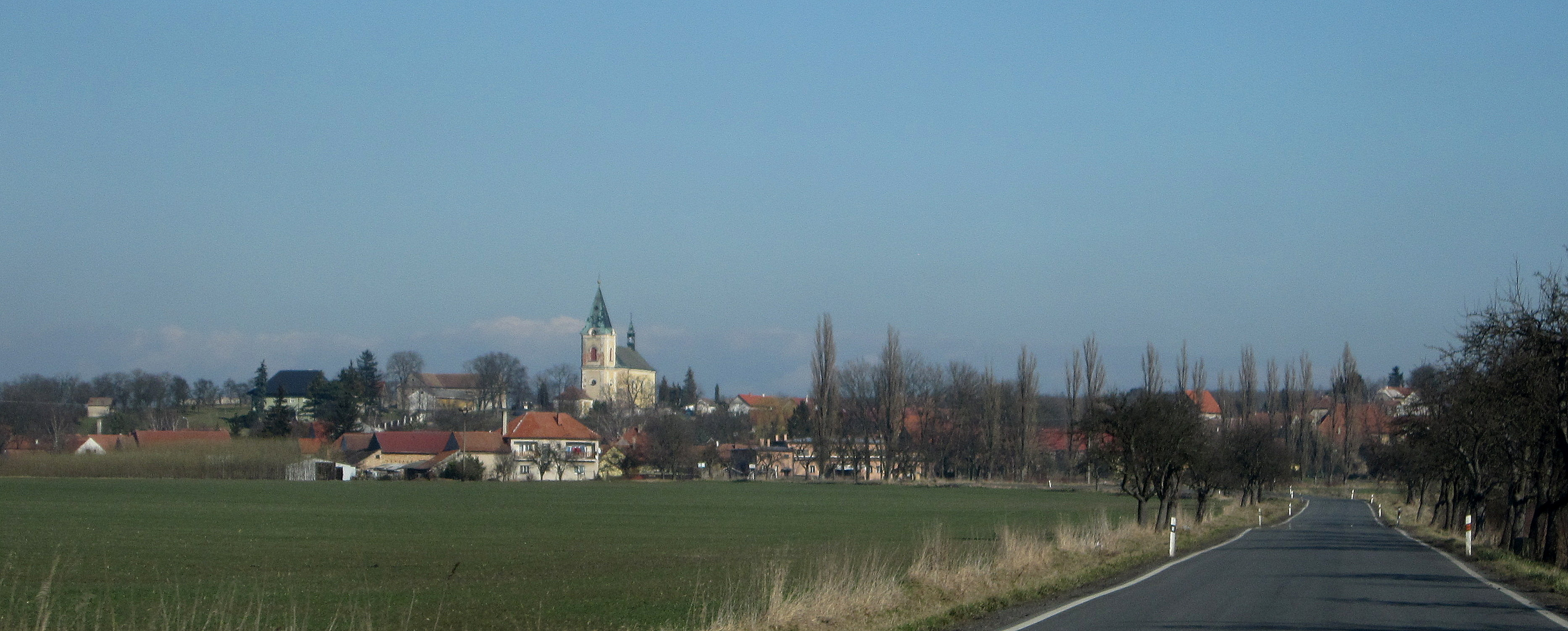
Činěves von der Straße von Úmyslovice aus gesehen.

Činěves befindet sich in den südlichen Ausläufern der Jičínská pahorkatina. Nordwestlich des Dorfes erhebt sich der Průhonec (Pruchonek, 225 m). Nach Osten schließen sich größere Waldgebiete an, nordöstlich liegt das Tal des Štítarský potok mit den Stauweihern Pustý rybník und Jakubský rybník. Entlang des Baches führt auch die Bahnstrecke Křinec–Městec Králové; die Bahnstation „Činěves“ liegt zwei Kilometer außerhalb des Dorfes zwischen den Teichen. Durch Činěves verläuft die Staatsstraße 32 zwischen Poděbrady und Jičín. Am östlichen Ortsrand befindet sich der Teich Zásadník.
Nachbarorte sind Dymokury im Norden, Poušť im Nordosten, Vinice im Osten, Městec Králové im Südosten, Velenice im Süden, Úmyslovice im Südwesten, Šumbor, Netřebice und Malý Vestec im Westen sowie Vestec und Černá Hora im Nordwesten.

## Geschichte
Die erste schriftliche Erwähnung von Czwniwes erfolgte im Jahre 1294. Die erste Kirche wurde 1350 errichtet. Besitzer des Dorfes waren lange Zeit die Křinecký von Ronov, daneben gehörte ein kleinerer Anteil der Böhmischen Kammer. Der Ort, der im Laufe seiner Geschichte auch als Swynawess und Čiňoves bezeichnet wurde, erlangte Bedeutung als Pfarr- und Schuldorf der umliegenden Orte. Die erste Schule wurde 1607 eingerichtet. Über Dorota Křinecká auf Činěves, verheiratete Waldstein, gelangten die Güter an die Waldsteiner, die sie der Herrschaft Dymokury anschlossen. 1835 bestand das Dorf aus 105 Häusern und hatte 729 Einwohner. Im selben Jahre entstand auch die Ziegelei. 1837 erfolgte der Bau der Kaiserstraße von Podiebrad nach Jičín.
Nach der Aufhebung der Patrimonialherrschaften bildete Činěves ab 1850 mit dem Ortsteil Jakubský Mlýn eine Gemeinde im Bezirk Poděbrady. Im Jahre 1857 entstand eine Synagoge und eine jüdische Schule. 1881 nahm die Eisenbahn den Verkehr auf und außerhalb des Dorfes entstand am Jakobteich bei der Jakobmühle eine Bahnstation. 1957 lebten in Činěves 754 Menschen. Mit Beginn des Jahres 1961 kam die Gemeinde zum Okres Nymburk. 1970 hatte das aus 270 Häusern bestehende Dorf 669 Einwohner.
Zwischen 1980 und 1990 war Velenice eingemeindet.

## Gemeindegliederung
Für die Gemeinde Činěves sind keine Ortsteile ausgewiesen. Zu Činěves gehört die Ansiedlung Jakubský Mlýn (Jakobmühle).

## Sehenswürdigkeiten
- Kirche St. Wenzel, der Barockbau entstand zwischen 1729 und 1732 nach Plänen von Jan Dünnbier auf den Grundmauern eines Vorgängerbaus aus dem 14. Jahrhundert. Die Bauausführung erfolgte durch Thomas Haffenecker, Kilian Ignaz Dientzenhofer und J. Schindl. In der Kirche befindet sich die Grablege der Dorothea von Waldstein, geborene Křinecký von Ronov auf Činěves.
- Pfarrhaus, zum Erhalt des denkmalgeschützten Objektes und des Pfarrgartens entstand der nach dem Pfarrer František Lukeš benannte František-Lukeš-Stiftungsfonds
- Statue des hl. Johannes von Nepomuk, errichtet 1866
- Statue der Jungfrau Maria, aus dem Jahre 1893

## Persönlichkeiten
Der Schriftsteller und Pädagoge František Lukeš (1921–1998) wirkte von 1956 bis zu seiner 1990 erfolgten Ernennung zum Propst von Poděbrady als Pfarrer in Činěves.